# Christina Cervenka

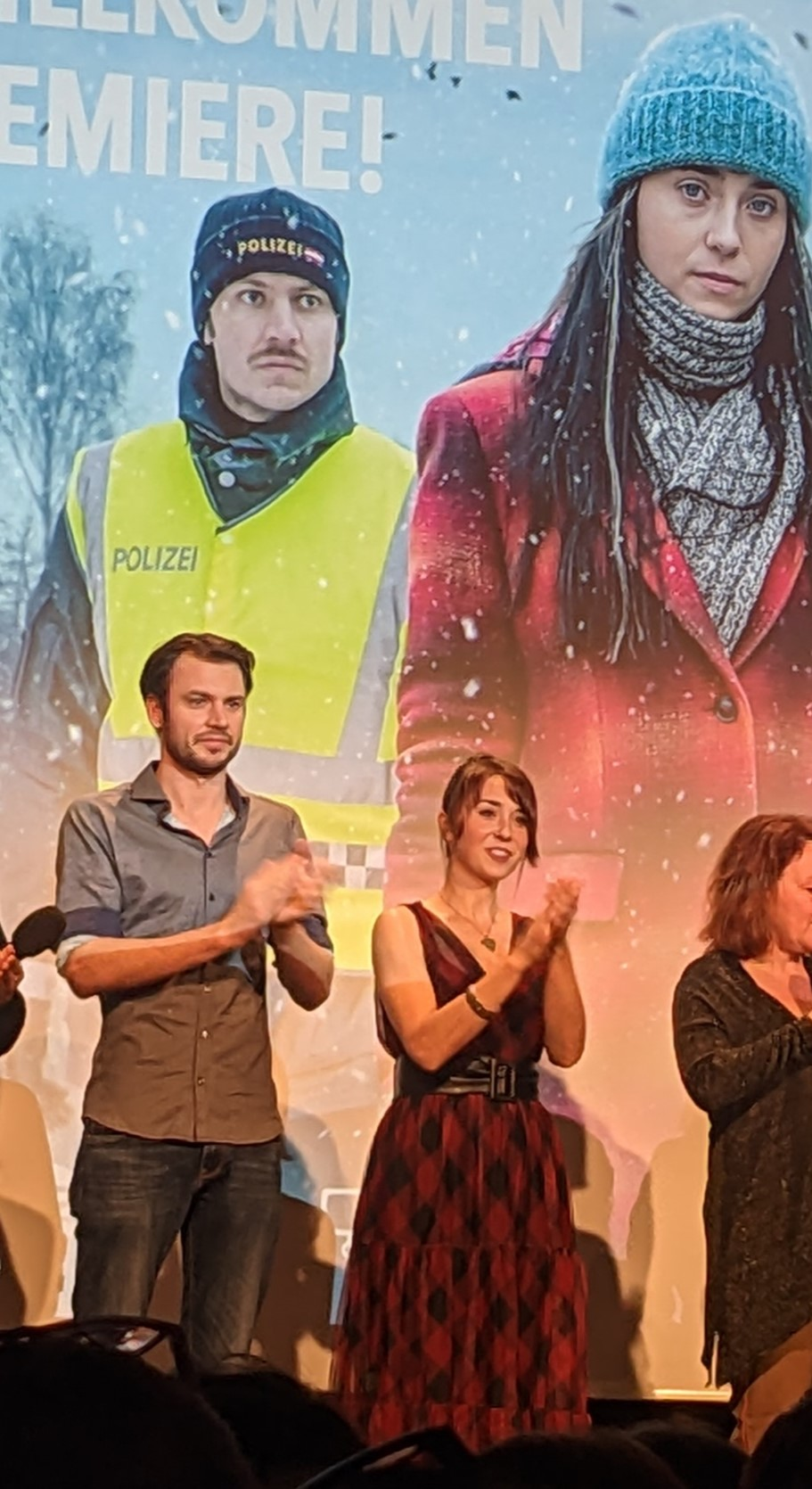
Christina Cervenka und Michael Glantschnig bei der Premiere des Films Immerstill im Casino Velden am 16. Januar 2023

Christina Cervenka (* 1993 in Klagenfurt) ist eine österreichische Schauspielerin.

## Leben

### Ausbildung
Christina Cervenka studierte ab September 2011 Schauspiel an der Universität für Musik und darstellende Kunst Graz, das Studium schloss sie im Juni 2015 ab. Während der Ausbildung hatte sie Engagements am Schauspielhaus Graz, etwa als Gregor und Sisi in Schöner Wettern. Der Baum brennt! und als Ingrid in Katzelmacher von Rainer Werner Fassbinder. Mit ihrer selbst entwickelten Diplomarbeit, dem Solo NEWOE und die neue Ordnung der Welt trat sie unter anderem am Grazer Schauspielhaus, am Forum Stadtpark, am Wiener Spektakel und am Schauspielhaus Chemnitz auf.

### Theater
2015 war sie als Tootles in Fairy Dust am Wiener Theater Drachengasse zu sehen. Im Kasino am Schwarzenbergplatz des Wiener Burgtheaters verkörperte sie in der Saison 2015/16 in Pünktchen und Anton die Rolle der Frau Pogge, in der Saison 2016/17 war sie am Burgtheater als Mercy Lewis in Hexenjagd und in Antigone zu sehen, außerdem im Kasino am Schwarzenbergplatz als Ophelia in Hamlet, Ophelia und die anderen von Cornelia Rainer und Stephan Lack nach William Shakespeare. Am Grazer Next-Liberty-Theater stand sie 2016/17 in Peter Pan als Nana und Tiger Lily auf der Bühne. In der Spielzeit 2017/18 stand sie in An der Arche um acht als Zweiter Pinguin im Kasino am Schwarzenbergplatz auf der Bühne, 2018/19 spielte sie in Der Kandidat von Carl Sternheim nach Flaubert am Wiener Akademietheater die Rolle der Luise Russek.

### Film und Fernsehen
Im Herbst 2021 stand sie an der Seite von Michael Glantschnig für Dreharbeiten zum ORF-Landkrimi Immerstill basierend auf dem Roman von Roman Klementovic vor der Kamera, der am 17. Jänner 2023 im ORF erstausgestrahlt wurde. Im Rahmen der Romyverleihung 2023 wurde sie in der Kategorie Entdeckung weiblich für Immerstill nominiert. Im Sommer 2023 drehte sie in der Villa Wartholz an der Seite von Karl Markovics als Sigmund Freud für die Universum-History-Folge Verbotenes Begehren – Meilensteine queerer Geschichte, in der sie die Rolle der Margarethe „Gretl“ Csonka übernahm, die wegen ihrer lesbischen Neigungen, insbesondere ihrer Zuneigung zur preußischen Gräfin Leonie von Puttkamer, dargestellt von Elena Wolff, zu Freud geschickt wurde.

## Filmografie (Auswahl)
- 2015: Herz Schlag (Kurzfilm)
- 2016: Die Gruppentherapie
- 2017: Sweet Candy (Kurzfilm)
- 2017: Die Spezialisten – Im Namen der Opfer – Bum Bum
- 2017: Frosch, Schenkel und Prinzen
- 2019: SOKO Donau/SOKO Wien – Angeltrip
- 2020: Das schaurige Haus
- 2021: Spuren des Bösen: Schuld (Fernsehreihe)
- 2021: SOKO Donau/SOKO Wien – Ewiges Leben
- 2022: Die Toten von Salzburg – Schattenspiel (Fernsehreihe)
- 2023: Landkrimi – Immerstill (Fernsehreihe)
- 2023: Tatort: Was ist das für eine Welt (Fernsehreihe)
- 2023: Universum History: Verbotenes Begehren – Meilensteine queerer Geschichte (Fernsehserie)
- 2024: SOKO Linz – Get rich quick (Fernsehserie)
- 2024: Die Liesl von der Post – Jugendsünden (Fernsehreihe)
- 2024: Die Liesl von der Post – Klapperstorch (Fernsehreihe)
- 2024: Die Toten vom Bodensee – Nachtschatten (Fernsehreihe)

## Auszeichnungen und Nominierungen
- Romyverleihung 2023: Nominierung in der Kategorie Entdeckung weiblich für Immerstill[8]